# شب‌خروش
شب‌خروش (نام علمی: Penelopinae) نام یک زیرخانواده از تیره گوش‌خراشان است.

## سرده‌ها و گونه‌ها
- سردهٔ شب‌خروش‌های کوهستان Penelopina
  - شب‌خروش کوهسار، Penelopina nigra
- سردهٔ شب‌خروش‌های شاخ‌دار Oreophasis
  - شب‌خروش شاخ‌دار. Oreophasis derbianus
- سردهٔ شب‌خروش‌های زمینی Chamaepetes
  - شب‌خروش سیاه، Chamaepetes unicolor
  - شب‌خروش بال‌داسی، Chamaepetes goudotii
- سردهٔ شب‌خروش‌های اصلی Penelope
  - شب‌خروش دم‌نواری، Penelope argyrotis
  - شب‌خروش ریش‌دار، Penelope barbata
  - شب‌خروش بائودو، Penelope ortoni
  - شب‌خروش آند، Penelope montagnii
  - شب‌خروش مارائیل، Penelope marail
  - شب‌خروش بغل‌زنگاری، Penelope superciliaris
  - شب‌خروش صورت‌سرخ، Penelope dabbenei
  - شب‌خروش کاکلی، Penelope purpurascens
  - شب‌خروش کائوکا، Penelope perspicax
  - شب‌خروش بال‌سفید، Penelope albipennis
  - شب‌خروش اشپیکس، Penelope jacquacu
  - شب‌خروش تیره‌پا، Penelope obscura
  - شب‌خروش کاکل‌سفید، Penelope pileata
  - شب‌خروش شکم‌بلوطی، Penelope ochrogaster
  - شب‌خروش ابروسفید، Penelope jacucaca
- سردهٔ شب‌خروش‌های غبغبکی Aburria
  - شب‌خروش غبغبکی، Aburria aburri
- سردهٔ شب‌خروش‌های نی‌لبک‌زن Pipile
  - شب‌خروش نی‌لبک‌زن ترینیداد، Pipile pipile
  - شب‌خروش نی‌لبک‌زن گلوآبی، Pipile cumanensis
  - شب‌خروش نی‌لبک‌زن گلوسرخ، Pipile cujubi
  - شب‌خروش نی‌لبک‌زن جلوسیاه، Pipile jacutinga